# Pédiophobie

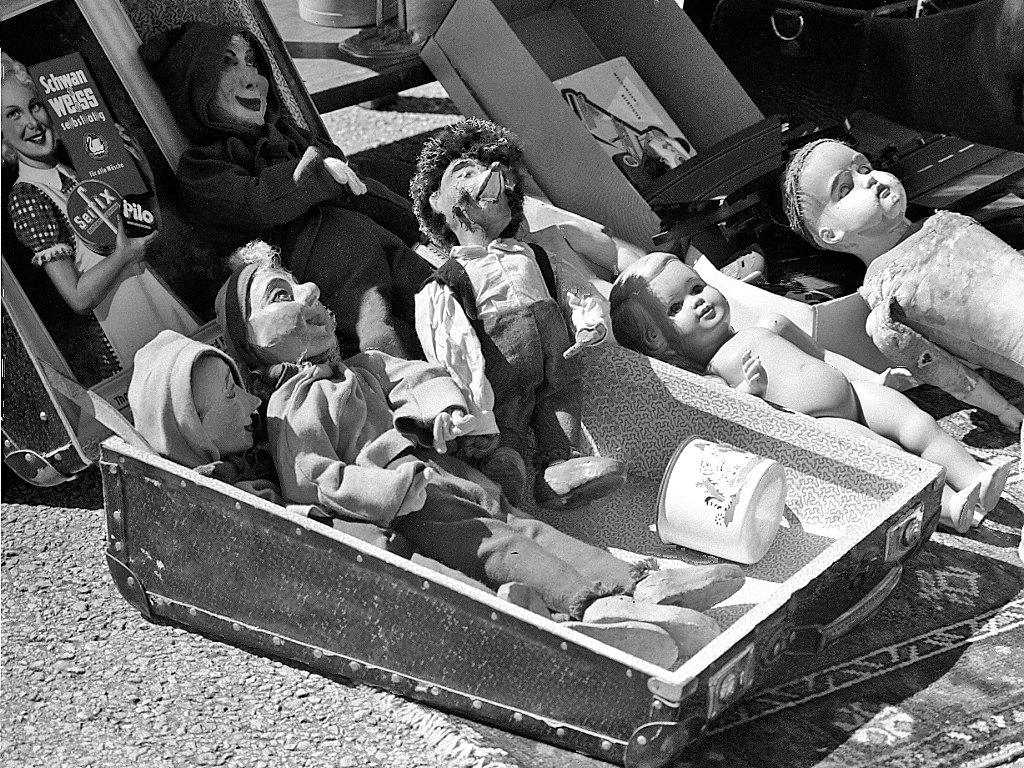
La pédiophobie est la peur des poupées.

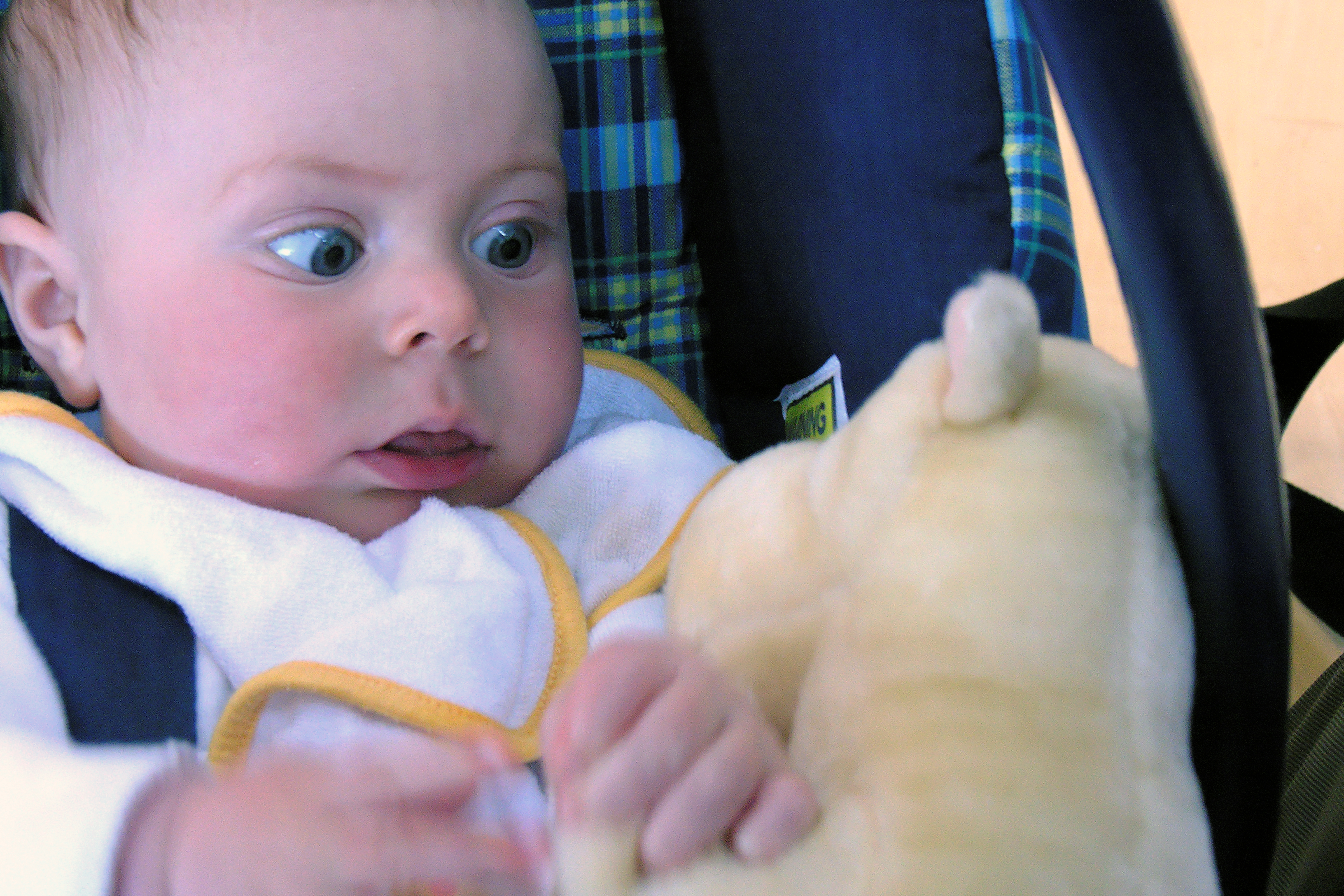
Bébé effrayé à la vue d'une poupée en peluche

La pédiophobie est la peur des poupées ou, plus généralement, des fausses représentations d'êtres vivants telles que les mannequins ou les robots. Le terme est dérivé du mot grec παιδίον / paidíon (« petit enfant »).